# Pocałunek (obraz Gustava Klimta)
Pocałunek (niem. Der Kuss) – obraz olejny Gustava Klimta, zaliczany do nurtu secesji wiedeńskiej, powstały w latach 1907–1908, w czasie opisywanym jako „złoty okres” Klimta. Już w roku 1908 został zakupiony przez Österreichische Galerie Belvedere w Wiedniu i znajduje się w jej kolekcji do dziś. Dzieło doczekało się wielu form reprodukcji.

## Opis
Pocałunek został namalowany farbami olejnymi na płótnie w wymiarze 180x180 cm. Do stworzenia dzieła autor wykorzystał również płatki złota. Obraz przedstawia zatraconą w miłosnym objęciu parę kochanków na skarpie łąki kwiatowej. Kochankowie odziani w złote szaty zostali uchwyceni w pozie sugerującej zbliżający się pocałunek.
Na pierwszy rzut oka obraz tworzy mieniącą się kolorami złotą plamę. Dopiero po chwili wyłania się w górnej części omdlewająca z zachwytu kobieca twarz, jej nagie ramie wystaje z różnobarwnej obcisłej sukienki, a drobna dłoń spoczywa na męskim karku. Kobietę klęczącą na kwiecistym podłożu obejmuje postawny barczysty brunet o ciemnej karnacji. Widoczny jest tylko profil jego twarzy. Rękoma przytrzymuje głowę partnerki, by na jej policzku złożyć pocałunek.
Kochankowie toną w swych stylizowanych w geometryczne wzory szatach. Jej żółtą sukienkę zdobią pęki czerwonych i granatowych kwiatów w kształcie kół, symbolu kobiecości. Jego złoty płaszcz – ciemnobrązowe i białe okolone brązem kanciaste prostokąty. Postać mężczyzny wydaje się chronić i osłaniać kobietę. Ona uosabia miękką delikatność, jest jednak równorzędnym partnerem. Żadna z postaci nie dominuje.
Obraz jest sygnowany w prawym dolnym rogu imieniem i nazwiskiem autora.
„Złoty okres” w którym powstało dzieło, to okres malarskiej fascynacji Klimta złotem. Wiele obrazów artysty powstałych w tym okresie, ma bogate zdobienia wykonane z płatków szczerego złota. Prawdopodobnie popularność Pocałunku wynika również z zastosowania tej techniki. Z jednej strony złoto w sztuce budzi przede wszystkim mistyczne i religijne skojarzenia, z drugiej posiada realną wartość utożsamianą z wysoką ceną. W tym okresie artysta tworzył pracę na skalę międzynarodową i awansował do elity najdroższych malarzy portretowych Europy.